# Jan Albarda

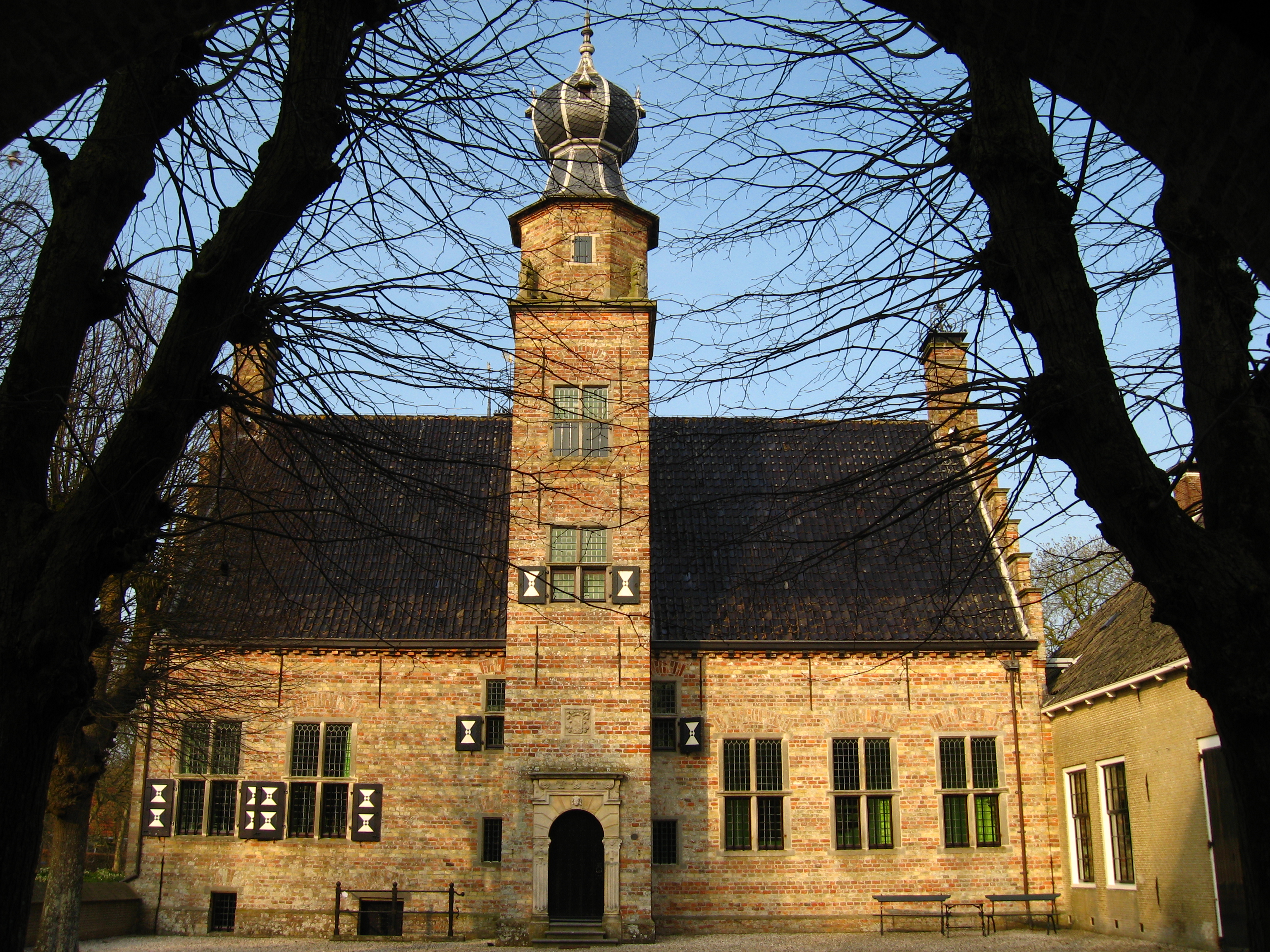
Poptaslot te Marssum

Jan Albarda (ook: Jan Johannes Albarda) (Harlingen, 12 juni 1791 - Leeuwarden, 2 oktober 1859) was een Nederlands bestuurder en gemeentelijk politicus.

## Biografie
Albarda was lid van het juristen- en patriciaatsgeslacht Albarda en een zoon van drost, baljuw en vrederechter dr. Johannes Albarda (1761-1838) en Mintje van der Meulen (1762-1822). Hij trouwde in 1819 met Anna Westra (1789-1863), met wie hij vijf kinderen kreeg onder wie de jurist mr. Hendrik Johannes Albarda (1822-1881).
Albarda was garde d’honneur en werd ontvanger van registratie en domeinen in zijn geboortestad. Daarnaast was hij daar secretaris der Vijfdeelen zeedijken binnen- en buitendijks en werd er ook gemeenteraadslid. Hij werd vervolgens waarnemend controleur van het kadaster in Friesland en ontvanger registratie en domeinen te Leeuwarden. Hij was tevens voogd van het Poptaslot te Marssum.